# Murau
Murau este un oraș cu 3.714 loc. (în ianuarie 2015), situat pe râul Mur, în districtul Murau, Steiermark, Austria.